# Paspalum sodiroanum
Paspalum sodiroanum är en gräsart som beskrevs av Eduard Hackel. Paspalum sodiroanum ingår i släktet tvillinghirser, och familjen gräs. Inga underarter finns listade i Catalogue of Life.